# Ordre national des chirurgiens dentistes
En France, l'Ordre national des chirurgiens-dentistes (ONCD) est un organisme professionnel, administratif et juridictionnel de défense et de régulation de la profession de chirurgien dentiste. Il rassemble obligatoirement toutes les personnes habilitées à exercer la profession de chirurgien-dentiste en France. L'exercice de la profession est interdit aux personnes non inscrites au Tableau de l'Ordre, conformément à l'Article L.4141-3 du Code de la santé publique.
En 2017, la Cour des Comptes épingle le train de vie de l'organisme en l'invitant à « retrouver le sens de ses missions de service public » et à procéder à « une réforme de grande ampleur »,. En 2021, la Cour des comptes épingle les Ordres des professions de santé dont l'Ordre national des chirurgiens-dentistes concernant la sécurité des patients,.

## Histoire
L'Ordre des chirurgiens-dentistes de France est créé le 24 septembre 1945 par l'ordonnance no 45-2184 du Gouvernement provisoire de la République française présidé par Charles de Gaulle,. Son siège est situé au 22, Rue Émile-Menier, dans le 16e arrondissement de Paris.

## Fonctions et attributions
Les missions de l'Ordre national des chirurgiens-dentistes de France sont décrites au sein de l'article L.4121-2 du Code de la santé publique :
« 
L'ordre des médecins, celui des chirurgiens-dentistes et celui des sages-femmes veillent au maintien des principes de moralité, de probité, de compétence et de dévouement indispensables à l'exercice de la médecine, de l'art dentaire, ou de la profession de sage-femme et à l'observation, par tous leurs membres, des devoirs professionnels, ainsi que des règles édictées par le code de déontologie prévu à l'article L. 4127-1. Ils contribuent à promouvoir la santé publique et la qualité des soins.
Ils assurent la défense de l'honneur et de l'indépendance de la profession médicale, de la profession de chirurgien-dentiste ou de celle de sage-femme.
Ils peuvent organiser toutes œuvres d'entraide et de retraite au bénéfice de leurs membres et de leurs ayants droit.
Ils accomplissent leur mission par l'intermédiaire des conseils et des chambres disciplinaires de l'ordre.
 »
L'Ordre des chirurgiens-dentistes est chargé de représenter la profession auprès des pouvoirs publics. Pour accomplir sa mission, il dispose de trois sortes de prérogatives :
1. l'Ordre contrôle par l'inscription au Tableau l'accès à la profession de chirurgien-dentiste (compétence administrative) ;
2. l'Ordre intervient dans la réglementation de la profession selon des modalités fixés dans chaque cas par les textes de lois (compétence réglementaire) ;
3. l'Ordre exerce un contrôle de la profession et à ce titre une action disciplinaire à l'encontre des praticiens coupables de manquement ou de fautes professionnelles (compétence juridictionnelle).

L'Ordre assure également la fonction essentielle de représentation de la profession auprès :
- de la justice ;
- des pouvoirs publics ;
- des instances étrangères, notamment européennes.

Enfin l'Ordre exerce d'autres activités, notamment dans le domaine des œuvres de caractère social qu'il est autorisé, par la loi, à créer ou à subventionner.

## Organisation
L'Ordre s'organise sur trois niveaux :

### Le conseil national
Le Conseil national siège à Paris, il est composé de dix-neuf membres chirurgiens-dentistes, élus par les conseils départementaux, et de deux conseillers d'État,. Il assure une mission de veille juridique à l’échelle nationale, s'assurant du respect des textes de loi par les conseils régionaux et départementaux. Il est consulté par les instances ministérielles lors du vote de lois concernant la santé bucco-dentaire en France.

### Les conseils régionaux et interrégionaux
Les conseils régionaux et interrégionaux poursuivent la mission de veille juridique du conseil national à l'échelle régionale. Ils s'assurent du respect de la loi et de la déontologie par les conseils départementaux et les praticiens exerçant sous leur juridiction.
Le conseil régional est composé de neuf membres titulaires et neuf membres suppléants sauf que le conseil régional de la Région Parisienne qui comprend treize membres titulaires et treize membres suppléants. Ils sont élus pour neuf ans par les conseillers départementaux titulaires de la région.

### Les conseils départementaux
Les conseils départementaux sont chargés de veiller au respect du Code de déontologie et du Code de la santé publique chez les praticiens exerçant sous leur juridiction. Ils gèrent également l'inscription des praticiens au Tableau de l'Ordre national des chirurgiens-dentistes de France, indispensable à l'exercice de la chirurgie dentaire en France (exception donnée pour les étudiants en odontologie). Ils encadrent l'exercice étudiant, gèrent l'installation des chirurgiens-dentistes et interviennent dans les procédures de conciliation entre patient et praticien.
Les conseils départementaux sont composés de membres titulaires et suppléants :
- Au nombre de sept membres titulaires et sept membres suppléants si le nombre de chirurgiens-dentistes inscrits est égal ou inférieur à cinquante ;
- Au nombre de dix membres titulaires et dix membres suppléants si le nombre est supérieur à cinquante[14].

Les membres sont élus pour six ans par les chirurgiens-dentistes inscrits au Tableau du conseil de l'Ordre départemental.